# Karoline af Baden
Karoline af Baden (tysk: Karoline von Baden; 13. juli 1776 – 13. november 1841) var en tysk prinsesse af Baden. Som ægtefælle til Maximilian 1. Joseph af Bayern var hun den første dronning af det nyoprettede kongerige Bayern fra 1806 til 1825.

## Biografi
Hun var datter af Arveprins Karl Ludvig af Baden og Amalie af Hessen-Darmstadt.
Den 9. marts 1797 blev hun gift i Karlsruhe med Hertug Maximilian af Pfalz-Zweibrücken, der to år senere arvede Kurfyrstendømmet Bayern efter sin fætter Kurfyrst Karl Theodor. I 1806 blev han den første konge af det nyoprettede kongerige Bayern, og Karoline blev dronning.
Dronning Karoline overlevede sin mand med 16 år og døde den 13. november 1841 i München.

### Børn
Karoline og Maximilian fik syv børn, hvoraf fem nåede voksenalder:
- dødfødt søn (1799)
- Maximilian Joseph (1800-1803)
- Elisabeth Ludovika (1801-1873), gift med Kong Frederik Vilhelm 4. af Preussen
- Amalie Auguste (1801-1877), gift med Kong Johan 1. af Sachsen
- Marie Anne (1805-1877), gift med Kong Frederik August 2. af Sachsen
- Sophie (1805-1872), gift med Ærkehertug Frans Karl af Østrig
- Ludovika (1808-1892), gift med Max Joseph, hertug i Bayern. Forældre til kejserinde Elisabeth af Østrig-Ungarn (Sissi)
- Maximiliane Josepha (1810-1821)

## Eksterne links
- Wikimedia Commons har flere filer relateret til Karoline af Baden